# Värmlandssjön
Värmlandssjön är östra delen av Vänern, alltså motsatta sidan av Dalbosjön. Avgränsningen mellan dessa båda delar sker vid den naturliga gräns som Värmlandsnäs, Lurö skärgård och Kållandsö utgör. Vänerns största uppmätta djup på 106 meter ligger 24 km syd om Karlstad. Värmlandssjön är nära dubbelt så stor som Dalbosjön. 
Viktiga lasthamnar i Värmlandssjön är Lidköping, Kristinehamn, Otterbäcken, Karlstad, Skoghall och Gruvön.